# 1507
1507 (MDVII) var ett normalår som började en fredag i den julianska kalendern.

## Händelser

### Februari
- 9 februari – Portugisiske kaptenen Diego Fernandez Pereira upptäcker Réunion.[1]

### Okänt datum
- Dalkarlarna försäkrar än en gång sin trohet till Svante Nilsson (Sture).
- Vid ett möte i Enköping godkänner Svante Sture, att förhandlingarna med danskarna återupptas.
- Författaren och birgittinmunken Peder Månsson reser till Rom, för att reda ut affärerna kring heliga Birgittas hus, som blivit ett härbärge för svenska pilgrimer.
- Afrikanernas slaveri i Amerika inleds. Spanske kung Ferdinand den katolske godkänner biskop Las Casas förslag att skona de indianska slavarna, som dör i massor på grund av det hårda arbetet på Hispaniola, genom att i stället börja införa "negerslavar".
- Moçambique grundas av portugiserna sedan de har erövrat området från araberna.
- Den nyupptäckta världsdelen föreslås kallas Amerika eller Amerige efter Amerigo Vespucci, som man anser är världsdelens (Sydamerikas) upptäckare. Ett sekel senare börjar Amerika användas som namn på även den norra kontinenten (Nordamerika).
- Albrecht Dürer målar konstverket Adam och Eva.

## Födda
- 29 oktober – Fernando Álvarez de Toledo Alba, spansk statsman och militär.
- Anne Boleyn, drottning av England 1533–1536 (gift med Henrik VIII) (född detta år eller 1501)
- Jane Seymour, drottning av England 1536–1537 (gift med Henrik VIII) (född omkring detta år eller 1508 eller 1509)
- Inés de Suárez, spansk conquistador.

## Avlidna
- 12 mars – Cesare Borgia, italiensk adelsman.
- 8 juli –  Anna Notaras,  bysantinsk-italiensk kulturmecenat.
- 29 juli – Martin Behaim, tysk astronom och kartograf.
- Ingeborg Åkesdotter (Tott), svensk riksföreståndargemål 1470–1497 och 1501–1503, gift med Sten Sture den äldre.
- Albertus Pictor, svensk kyrkomålare och pärlstickare.

### Fotnoter
1. ↑  World Statesmen (läst 4 april 2011)